# Neil Hartigan
Neil F. Hartigan (* 4. Mai 1938 in Chicago, Illinois) ist ein US-amerikanischer Jurist und Politiker. Zwischen 1973 und 1977 war er Vizegouverneur des Bundesstaates Illinois.

## Werdegang
Neil Hartigan besuchte die Loyola Academy und studierte danach an der Georgetown University in Washington, D.C. Nach einem anschließenden Jurastudium an der Loyola University, das er 1962 abschloss, arbeitete er in den folgenden zehn Jahren in verschiedenen juristischen Positionen für die Stadt Chicago. Politisch schloss er sich der Demokratischen Partei an. 1972 wurde er an der Seite von Daniel Walker zum Vizegouverneur von Illinois gewählt. Dieses Amt bekleidete er zwischen dem 8. Januar 1973 und dem 10. Januar 1977. Dabei war er Stellvertreter des Gouverneurs. Im Jahr 1976 wurde er nicht bestätigt.
Nach dem Ende seiner Zeit als Vizegouverneur war Hartigan zunächst als privater Geschäftsmann in der freien Wirtschaft tätig. Anfang der 1980er Jahre kehrte er in die Politik zurück. Im August 1980 nahm er als Delegierter an der Democratic National Convention in New York teil, auf der Präsident Jimmy Carter zur dann erfolglosen Wiederwahl nominiert wurde. Zwischen 1983 und 1991 war er Attorney General seines Staates. Im Jahr 1990 bewarb sich Neil Hartigan um das Amt des Gouverneurs von Illinois, unterlag aber dem Republikaner Jim Edgar. Danach war er Vorsitzender des World Trade Center Illinois. Zwischen 2002 und 2008 war er Berufungsrichter am Illinois Appellate Court.